# Episodi di Degrassi Junior High (terza stagione)
La terza stagione della serie televisiva Degrassi Junior High è stata trasmessa in anteprima in Canada dalla CBC Television tra il 28 novembre 1988 e il 20 marzo 1989.
| nº | Titolo originale             | Prima TV Canada  |
| -- | ---------------------------- | ---------------- |
| 1  | Can't Live with 'Em (Part 1) | 28 novembre 1988 |
| 2  | Can't Live with 'Em (Part 2) | 28 novembre 1988 |
| 3  | A Big Girl Now               | 5 dicembre 1988  |
| 4  | Season's Greetings           | 12 dicembre 1988 |
| 5  | Loves Me, Loves Me Not       | 2 gennaio 1989   |
| 6  | He Ain't Heavy...            | 9 gennaio 1989   |
| 7  | The Whole Truth              | 16 gennaio 1989  |
| 8  | Star-Crossed                 | 23 gennaio 1989  |
| 9  | Food for Thought             | 30 gennaio 1989  |
| 10 | Twenty Bucks                 | 6 febbraio 1989  |
| 11 | Taking Off (Part 1)          | 13 febbraio 1989 |
| 12 | Taking Off (Part 2)          | 20 febbraio 1989 |
| 13 | Making Whoopee               | 27 febbraio 1989 |
| 14 | Black & White                | 5 marzo 1989     |
| 15 | Pa-arty!                     | 13 marzo 1989    |
| 16 | Bye-Bye Junior High          | 20 marzo 1989    |